# Scientism
Scientism är en filosofisk riktning, som innebär tron på den naturvetenskapliga metodikens exklusiva existensberättigande inom alla vetenskapliga fält – även de humanistiska.
Scientismen har kritiserats för att ha en övertro på naturvetenskapen.